# إوزة غراء صغيرة

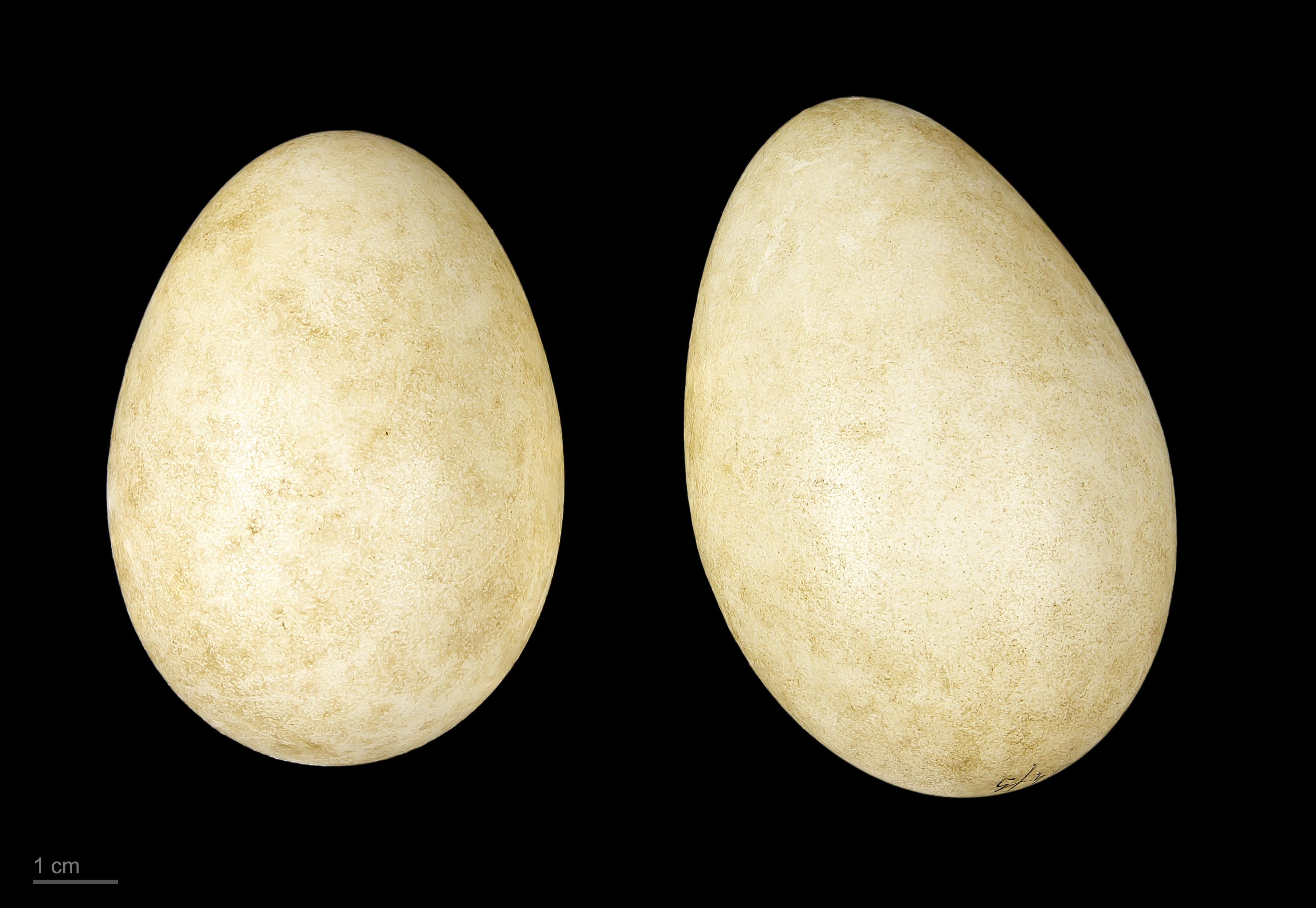
بيضة الإوزة

إوزة غراء صغيرة (الاسم العلمي: Anser  erythropus) (بالإنجليزية: Lesser  White-fronted  Goose)‏ هو طائر ينتمي إلى إوزيات (فصيلة: Anatidae). يرتبط هذا النوع من الإوز ارتباطًا وثيقًا بإوزة غراء الأكبر (A. albifrons). تتكاثر في أقصى المنطقة القطبية الشمالية القديمة، مع العلم أنها نادرة التكاثر في أوروبا. هناك مخطط إعادة إدخالها في فينوسكانديا. يأتي الاسم العلمي من anser من اللاتينية "goose" ، و "erythropus" مشتقة من الإغريقية القديمة "eruthros" والتي تعني أحمر وpous بمعنى قدم.
تقضي هذه الإوز شتاءها في جنوباً في أوروبا ونادراً ما تتجول شتاءاً في بريطانيا والهند. ظهرت الطيوربانتظام بشكل فردي سابقًا في WWT Slimbridge في جلوسيسترشاير، إنجلترا، حيث ألهمت السير بيتر سكوت بإنشاء Wildfowl and Wetlands Trust. ومع ذلك، فإن السجلات الحديثة لها تدل على انخفاض أكبر، نتيجة لانخفاض تكاثر على الأراضي الأوروبية. . نوع جذاب، يتم الاحتفاظ به أيضًا على نطاق واسع في مجموعات الطيور البرية، ونتيجة لذلك، يحدث هروب من الأسر فقد شوهدت لعذ منها منفردة في الصيف، أو بصحبة الأوز الوحشي.
يختلف نوعا إوز الغراء قليلاً فمن ناحية الحجم لهذا النوع فإن طوله يتراوح بين 53-66 سم (21-26 بوصة) وطول الجناح 120-135 سم (47-53 بوصة) ، ليس أكبر بكثير من حجم مالارد (أنس بلاتيرنخوس) ولكن كلاهما يمكن تمييزه بسهولة عن الإوزة الربداء من خلال أقدامها البرتقالية الزاهية وجناحيها العلويين والتي تكتسب لون الفئران.-اللون الرمادي. كلا انوعين وزة الغراء لهما وجه أبيض واضح للغاية وأشرطة سوداء عريضة تعبر البطن. لكن بالإضافة إلى كون إوزة غراة الصغيرة أصغر حجما فإن لها حلقة صفراء واضحة عند العين وامتداد للون الأبيض إلى منطقة التاج.
يعتبر هذا النوع من الأنواع المهددة بالانقراض، ولكن هناك برامج لإعادة الحيوانات إلى البرية لزيادة أعدادها. بالإضافة إلى ذلك، فهي واحدة من الأنواع التي تنطبق عليها اتفاقية حفظ الطيور المائية المهاجرة الأفريقية (AEWA).

## تواجدها في الفينوسكاندان
ويقدر الآن أعدادها جينيا بحوالي 20 زوجا قابلا للتكاثر أو 60-80 فردا على الأكثر. تتكاثر في شمال النرويج وفي اليونان في فصل الشتاء وبلغاريا وتركيا. هناك موقع توقف كبير في حديقة Hortobágy الوطنية، المجر حيث تقضي الطيور ما يصل إلى شهرين خلال الخريف وشهر واحد خلال هجرة الربيع.
هناك جزء آخر من سلالات فنوسكانديان في شمال السويد. ويقدر أعدادها في عام 2015 بحوالي 15 زوجا أو 40-50 فردا في المجموع. تتبع هذه الطيور طريقًا للهجرة الغربية وتمضي الشتاء في هولندا وألمانيا. وفقًا لـلقائمة الحمراء لل IUCN في عام 2015 ، فإن حالة الحفاظ عليها معرضة لخطر شديد.